# Владимир Мијановић
Владимир Мијановић (Моско код Требиња, 15. август 1946 — Београд, 6. мај 2021), познат и као Влада „Револуција“, био је српски борац за људска права и вођа студентских протеста 1968. године у Југославији.

## Биографија
Владимир Мијановић рођен је 1946. године у Требињу. На Филозофском факултету Универзитета у Београду студирао је социологију. Током студија учествовао је у протестима против рата у Вијетнаму 1966. године у Београду.
Као председник ФОСС (Факултетског одбора Савеза студената), постао је један од вођа студентских протеста 1968. године, посебно због својих изузетних организационих способности. Он је 3. јуна 1968. године повео из Студентског града протестну поворку студената који су заузели зграду Ректората, основали „Црвени универзитет Карл Маркс“ и прогласили штрајк до испуњења захтева.
Због учешћа у протестима, избачен је с факултета, проглашен за дисидента и рушитеља уставног поретка, и ухапшен у јулу 1970. године. Оптужен је за организовање штрајка глађу студената Филозофског факултета у знак солидарности с рударима у Какњу, штампање сатиричног листа Фронтистерион, ангажовање око одбране листова који су у то време трпели репресије (Студент, Сусрет, Видици) и организовања протеста против рата у Камбоџи. Његово хапшење и осуда на 20 месеци затвора (касније преиначена у 12 месеци) изазвали су двонедељни студентски штрајк у знак протеста, и реакције страних интелектуалаца, укључујући Ноама Чомског, који је Мијановића описао као „наду и савест југословенске револуције“.
Био је један од оснивача дисидентског Слободног универзитета 1976. године, чији је оснивачки скуп одржан у његовом стану. У то време, то је била једина дисидентска организација у Југославији. Због тога је 1984. године, с групом од још пет интелектуалаца, који су постали познати као београдска шесторка, ухапшен и оптужен за „контрареволуционарну делатност“, мада су оптужбе касније одбачене. Процес против београдске шесторке изазвао је подједнако снажну реакцију у свету, укључујући петицију 130 истакнутих личности са Запада која је поводом процеса упућена Председништву СФРЈ. Као политички неподобна личност, Мијановић је системски онемогућаван да се запосли, a ускраћиване су му и све врсте грађанских слобода, укључујући одузимање пасоша. Када је 1976. године на залагање Зорана Радмиловића добио посао статисте у серији „Више од игре“, у монтажи су сви кадрови у којима се појавио избачени.
Мијановић је 1986. године отишао је у САД, где је живео са супругом и двоје деце, и издржавао се радећи разне занатске послове, а једно време је био и такси возач.  Мада није имао потребна документа и папире за стални и трајни боравак у САД, и тамо је учествовао у протестима разних левичарских покрета, укључујући анти-ратне покрете и покрете за укидање смртне казне.
По повратку у Србију 2006. године живео је скромно и ван очију јавности, али је активно учествовао у протестима и маршевима у одбрану људских права, укључујући протесте против насилних деложација и извршитеља, еколошке протесте против сече дрвећа, против мини хидро-електрана и против генетски модификованих организама; био је активан и у пружању помоћи блискоисточним и афричким избеглицама. Био је аутор и творац више стотина транспарената који су ношени на многобројним протестима, постављани на барикадама на Косову и Метохији, а били су чак и тема пригодне изложбе у Француској.
Од 1966. године па до краја живота, Владимир Мијановић се, у складу са својим властитим индивидуалним и моралним начелима практично и несебично ангажовао против тираније поретка на страни људских права, људског достојанства и људске слободе, а својим искреним уверењима и примером био је неуморни учитељ новим генерацијама активиста.